# Prva Makedonska Liga 2004/05
Die Prva Makedonska Liga 2004/05 war die 13. Spielzeit der höchsten Fußballliga Nordmazedoniens. Die Spielzeit begann am 8. August 2004 und endete am 30. Mai 2005. Titelverteidiger war der FK Pobeda Prilep. Rabotnički Kometal Skopje wurde zum ersten Mal mazedonischer Meister.

## Modus
Die zwölf Mannschaften traten in je drei Runden gegeneinander an, sodass 33 Spieltage zu absolvieren waren. Die Teams, die nach 22 Spielen die ersten sechs Plätze belegten hatten insgesamt 17 Heimspiele, die anderen 16. Die beiden Letzten stiegen direkt ab.
Der Neunte der ersten Liga FK Cementarnica 55 Skopje gewann das Relegationsspiel gegen den Vierten der zweiten Liga FK Horizont Turnovo und verblieb in der höchsten Spielklasse. Der Zehnte Madžari Solidarnost Skopje verlor hingegen das Relegationsspiel gegen den Zweitligadritten Makedonija Skopje und musste absteigen.

## Vereine
| Verein                     | Stadt    | Stadion                  | Kapazität |
| -------------------------- | -------- | ------------------------ | --------- |
| Bashkimi Kumanovo          | Kumanovo | Stadtstadion Kumanovo    | 02.000    |
| FK Belasica Strumica       | Strumica | Mladost Stadion          | 06.500    |
| FK Bregalnica Štip         | Štip     | Stadtstadion Štip        | 04.000    |
| FK Cementarnica 55 Skopje  | Skopje   | Stadion Cementarnica     | 02.000    |
| FK Napredok Kičevo         | Kičevo   | Stadtstadion Kičevo      | 05.000    |
| FK Pobeda Prilep           | Prilep   | Stadion Goce Delčev      | 15.000    |
| FK Sloga Jugomagnat Skopje | Skopje   | Čair Stadion             | 06.000    |
| Madžari Solidarnost Skopje | Skopje   | Boris-Trajkovski-Stadion | 03.000    |
| Rabotnički Kometal Skopje  | Skopje   | Philip-II-Arena          | 36.400    |
| Sileks Kratovo             | Kratovo  | Stadtstadion Kratovo     | 01.800    |
| KF Shkëndija               | Tetovo   | Stadtstadion Tetovo      | 15.000    |
| Vardar Skopje              | Skopje   | Philip-II-Arena          | 36.400    |

## Abschlusstabelle
| Pl. | Verein                         | Sp. | S  | U | N  | Tore    | Diff. | Punkte |
| --- | ------------------------------ | --- | -- | - | -- | ------- | ----- | ------ |
| 1.  | Rabotnički Kometal Skopje      | 33  | 25 | 3 | 5  | 066:230 | +43   | 78     |
| 2.  | Vardar Skopje                  | 33  | 22 | 6 | 5  | 068:340 | +34   | 72     |
| 3.  | FK Pobeda Prilep (M)           | 33  | 16 | 7 | 10 | 059:490 | +10   | 55     |
| 4.  | Sileks Kratovo                 | 33  | 15 | 6 | 12 | 056:370 | +19   | 51     |
| 5.  | KF Shkëndija (N)               | 33  | 15 | 5 | 13 | 059:400 | +19   | 50     |
| 6.  | Bashkimi Kumanovo              | 33  | 14 | 7 | 12 | 053:470 | +6    | 49     |
| 7.  | FK Belasica Strumica           | 33  | 14 | 6 | 13 | 053:470 | +6    | 48     |
| 8.  | FK Bregalnica Štip (N)         | 33  | 14 | 6 | 13 | 055:600 | −5    | 48     |
| 9.  | FK Cementarnica 55 Skopje *    | 33  | 13 | 7 | 13 | 054:500 | +4    | 43     |
| 10. | Madžari Solidarnost Skopje     | 33  | 12 | 5 | 16 | 035:460 | −11   | 41     |
| 11. | FK Sloga Jugomagnat Skopje (P) | 33  | 5  | 2 | 26 | 037:800 | −43   | 17     |
| 12. | FK Napredok Kičevo             | 33  | 1  | 4 | 28 | 017:990 | −82   | 07     |

| (M) | amtierender mazedonischer Meister     |
| (P) | amtierender mazedonischer Pokalsieger |
| (N) | Neuaufsteiger                         |

## Kreuztabelle
| Runden 1–22 | Runden 1–22 | Runden 1–22 | Runden 1–22 | Runden 1–22 | Runden 1–22 | Runden 1–22 | Runden 1–22 | Runden 1–22 | Runden 1–22 | Runden 1–22 | Runden 1–22 | 2004/05                    | Runden 23–33 | Runden 23–33 | Runden 23–33 | Runden 23–33 | Runden 23–33 | Runden 23–33 | Runden 23–33 | Runden 23–33 | Runden 23–33 | Runden 23–33 | Runden 23–33 | Runden 23–33 |
| ----------- | ----------- | ----------- | ----------- | ----------- | ----------- | ----------- | ----------- | ----------- | ----------- | ----------- | ----------- | -------------------------- | ------------ | ------------ | ------------ | ------------ | ------------ | ------------ | ------------ | ------------ | ------------ | ------------ | ------------ | ------------ |
| RAB         | VAR         | POB         | SIL         | SHK         | BAS         | BEL         | BRE         | CEM         | MAD         | SLO         | NAP         | Verein                     | RAB          | VAR          | POB          | SIL          | SHK          | BAS          | BEL          | BRE          | CEM          | MAD          | SLO          | NAP          |
|             | 0:0         | 3:2         | 3:0         | 3:0         | 0:2         | 1:1         | 2:1         | 3:0         | 4:0         | 1:0         | 3:1         | Rabotnički Kometal Skopje  |              | 1:3          | –            | 3:0          | –            | 1:0          | 2:0          | –            | –            | 3:0          | 1:0          | –            |
| 0:1         |             | 2:0         | 1:1         | 1:0         | 4:1         | 2:1         | 2:1         | 3:2         | 3:1         | 3:1         | 1:1         | Vardar Skopje              | –            |              | 4:2          | –            | 3:0          | –            | –            | 4:1          | 3:3          | 1:0          | –            | 3:0          |
| 0:4         | 1:0         |             | 1:0         | 1:1         | 3:1         | 3:0         | 5:2         | 2:0         | 3:1         | 4:1         | 4:1         | FK Pobeda Prilep           | 0:0          | –            |              | 2:1          | –            | 2:1          | 2:1          | –            | –            | 3:3          | 1:0          | –            |
| 0:1         | 1:2         | 2:2         |             | 2:0         | 1:0         | 2:0         | 1:0         | 3:1         | 1:1         | 5:1         | 4:0         | FK Sileks Kratovo          | –            | 0:2          | –            |              | 3:1          | –            | –            | 0:3          | 3:0 1        | 3:1          | –            | 8:0          |
| 0:1         | 0:0         | 4:1         | 4:0         |             | 3:0         | 4:2         | 3:4         | 1:0         | 1:0         | 3:0         | 2:0         | KF Shkëndija               | 2:1          | –            | 3:2          | –            |              | 1:1          | 2:1          | –            | –            | 2:1          | 7:0          | –            |
| 1:2         | 0:1         | 0:2         | 2:2         | 2:1         |             | 2:1         | 4:0         | 1:0         | 1:2         | 0:2         | 3:1         | Bashkimi Kumanovo          | –            | 4:2          | –            | 2:1          | –            |              | –            | 2:2          | 4:3          | 1:1          | –            | 6:1          |
| 3:1         | 3:1         | 3:0         | 1:1         | 1:1         | 1:3         |             | 2:0         | 0:0         | 0:1         | 3:1         | 3:2         | FK Belasica Strumica       | –            | 2:1          | –            | 3:2          | –            | 0:0          |              | –            | 2:1          | –            | 5:3          | –            |
| 1:4         | 2:3         | 0:0         | 0:0         | 2:1         | 2:2         | 2:1         |             | 1:0         | 2:1         | 4:1         | 4:1         | FK Bregalnica Štip         | 4:2          | –            | 1:1          | –            | 2:1          | –            | 1:0          |              | –            | –            | –            | 6:1          |
| 1:3         | 1:1         | 0:2         | 2:0         | 1:0         | 2:1         | 2:2         | 6:1         |             | 2:1         | 2:1         | 5:2         | FK Cementarnica 55 Skopje  | 0:1          | –            | 5:3          | –            | 2:1          | –            | –            | 1:1          |              | –            | –            | 5:1          |
| 0:2         | 1:2         | 2:1         | 0:2         | 0:0         | 0:1         | 1:0         | 1:0         | 0:0         |             | 3:2         | 1:0         | Madžari Solidarnost Skopje | –            | –            | –            | –            | –            | –            | 0:3          | 2:0          | 1:2          |              | 1:0          | 3:0          |
| 1:3         | 1:2         | 3:2         | 0:1         | 1:7         | 0:1         | 1:2         | 4:1         | 0:2         | 1:2         |             | 3:0         | Sloga Jugomagnat Skopje    | –            | 1:4          | –            | 0:1          | –            | 2:2          | –            | 2:3          | 2:3          | –            |              | 8:0          |
| 0:3         | 0:4         | 0:0         | 0:5         | 0:3         | 1:2         | 0:1         | 0:3         | 0:0         | 0:3         | 0:1         |             | FK Napredok Kičevo         | 0:3 2        | –            | 0:1          | –            | 2:0          | –            | 1:5          | –            | –            | –            | 1:1          |              |

## Relegation
| Datum         | 1. Liga                    | Ergebnis | 2. Liga             | Ort                          |
| ------------- | -------------------------- | -------- | ------------------- | ---------------------------- |
| 12. Juni 2005 | Madžari Solidarnost Skopje | 1:2      | Makedonija Skopje   | Philip-II-Arena (Skopje)     |
| 12. Juni 2005 | FK Cementarnica 55 Skopje  | 2:1      | FK Horizont Turnovo | Stadion Goce Delčev (Prilep) |

## Torschützenliste
| Pl. | Name                   | Mannschaft                | Tore |
| --- | ---------------------- | ------------------------- | ---- |
| 01. | Aleksandar Stojanovski | FK Belasica Strumica      | 26   |
| 01. | Stevica Ristić         | Sileks Kratovo            | 26   |
| 03. | Wandeir                | Vardar Skopje             | 19   |
| 04. | Bazhe Ilijoski         | Rabotnički Kometal Skopje | 17   |
| 04. | Riste Naumov           | Vardar Skopje             | 17   |
| 06. | Zoran Miserdovski      | Bashkimi Kumanovo         | 14   |
| 07. | Ismail Ismaili         | KF Shkëndija              | 12   |
| 07. | Aleksandar Toleski     | FK Cementarnica 55 Skopje | 12   |
| 07. | Nikolce Zdraveski      | FK Pobeda Prilep          | 12   |